# San Isidro de Pitahayo
San Isidro de Pitahayo är en ort i Mexiko.   Den ligger i kommunen Valle de Santiago och delstaten Guanajuato, i den centrala delen av landet, 240 km nordväst om huvudstaden Mexico City. San Isidro de Pitahayo ligger 1 719 meter över havet och antalet invånare är 366.
Terrängen runt San Isidro de Pitahayo är en högslätt. Runt San Isidro de Pitahayo är det ganska tätbefolkat, med 149 invånare per kvadratkilometer. Närmaste större samhälle är Salamanca, 12,2 km nordväst om San Isidro de Pitahayo. Trakten runt San Isidro de Pitahayo består till största delen av jordbruksmark.